# Република Македонија на Зимским олимпијским играма 2014.
Република Македонија је на Зимским олимпијским играма 2014. у Сочију (Русија) учествовала по пети пут као самостална држава. Македонску делегацију на Зимским олимпијским играма 2014. у Сочију представљало је троје такмичара (2 мушкарца и 1. жена) коју су се такммичили у шест дисциплина у два спорта. Најстарији учесник у екипи био је такмичар у скијашком трчању Дарко Дамјановски са 32 године и 244 дана, а најмлађа је била Марија Колароска са 16 година и 146 дана.
Македонски олимпијски тим остао је у групи земаља које нису освојиле ниједну медаљу.
Заставу Македоније на свечаном отварању Олимпијских игара 2014. носио је Дарко Дамјановски.

## Учесници по спортовима
| Спорт           | Мушкарци | Жене | Укупно |
| --------------- | -------- | ---- | ------ |
| Алпско скијање  | 1        | 0    | 1      |
| Скијашко трчање | 1        | 1    | 2      |
| Укупно(2)       | 2        | 1    | 3      |

## Алпско скијање
Према коначној расподели квота објављеној 20. јануара 2014, Македонија је имала једног алског скијаша у квалификацијама.

### Мушкарци
| Такмичар          | Дисциплина | 1. вожња | 1. вожња | 2. вожња | 2. вожња | Укупно  | Укупно       |
| Такмичар          | Дисциплина | Време    | Пласман  | Време    | Пласман  | Време   | Плас./учес.  |
| ----------------- | ---------- | -------- | -------- | -------- | -------- | ------- | ------------ |
| Антонио Ристевски | велеслалом | 55,38    | 56       | 1:03,06  | 28       | 1:58,44 | 29 / 43 (79) |
| Антонио Ристевски | Слалом     | НЗ       | НЗ       | НЗ       | НЗ       | НЗ      | НЗ           |

Пласман Антонија Ристевског на 29. место у велеслалому је најбољи пласман негог македонског учесника на свих пет досадашњих учешћа на Зимским олимпијским играма.

## Скијашко трчање
Према коначној расподели квота објављеној 20. јануара 2014, Македонија је имала двоје такмичара у скијашком трчању.

### Мушкарци
| Име               | Дисциплина     | Резултат | Резултат  | Резултат            |
| Име               | Дисциплина     | Време    | Заостатак | Пласман/ учес.(ук.) |
| ----------------- | -------------- | -------- | --------- | ------------------- |
| Дарко Дамјановски | 15 км класично | 48:34.9  | + 10:05,2 | 81 /87 (92)         |
| Дарко Дамјановски | 50 км слободно | НЗ       | НЗ        | НЗ                  |

Спринт
| Име               | Дисциплина | Квалификације | Квалификације | Четвртфинале         | Четвртфинале         | Полуфинале           | Полуфинале           | Финале               | Финале               | Финале       |
| Име               | Дисциплина | Време         | Пласман       | Време                | Пласман              | Време                | Пласман              | Време                | Заостатак            | Пласман      |
| ----------------- | ---------- | ------------- | ------------- | -------------------- | -------------------- | -------------------- | -------------------- | -------------------- | -------------------- | ------------ |
| Дарко Дамјановски | Спринт     | 4:08,56       | 78            | Није се квалификовао | Није се квалификовао | Није се квалификовао | Није се квалификовао | Није се квалификовао | Није се квалификовао | 78 / 85 (86) |

### Жене
| Име              | Дисциплина     | Резултат         | Резултат  | Резултат            |
| Име              | Дисциплина     | Време            | Заостатак | Пласман/ учес.(ук.) |
| ---------------- | -------------- | ---------------- | --------- | ------------------- |
| Марија Колароска | 10 км класично | 44:46,0 +16:28,2 | + 16:28,2 | 74 /75 (76)         |